# 野菊の如き君なりき
『野菊の如き君なりき』（のぎくのごとききみなりき）は、1955年に公開された日本映画。松竹製作。木下惠介監督・脚本。原作は伊藤左千夫の『野菊の墓』。第29回キネマ旬報ベスト・テン第3位。モノクロ。

## 概要
「まつひとも、待たるる人も、かぎりなき、思ひ忍ばむ、北の秋風に」
明治の世。幽玄な信州の山河を背景に、身分の違いゆえ叶わず散った少年と、年上の少女の悲恋。73歳になった老人の回想形式で物語は進む。
原作の舞台は千葉県だが、映画では監督の木下惠介がロケ地として好んだ信州が舞台になっている。
回想シーンでは、楕円形にぼかした枠の中にはめて撮影する演出方法が採用された。これは当時流行した広幅映画（画面アスペクト比#シネラマを参照）に対する、木下監督の反抗心によるものと評された。

## スタッフ
- 監督・脚色：木下惠介
- 原作：伊藤左千夫
- 製作：久保光三
- 撮影：楠田浩之
- 音楽：木下忠司
- 美術：伊藤熹朔
- 編集：杉原よ志

## 出演者
- 政夫：田中晋二
- 民子：有田紀子
- 老人：笠智衆
- 栄造：田村高廣
- お増：小林トシ子
- 政夫の母：杉村春子
- 民子の姉：雪代敬子
- さだ：山本和子
- 民子の祖母：浦辺粂子
- 船頭：松本克平
- 庄さん：小林十九二
- 民子の母：本橋和子
- 民子の父：高木信夫
- お浜：谷よしの